# ونند (روستا)
وَنَنْد (به ترکی آذربایجانی: Vənənd) یک منطقهٔ مسکونی در جمهوری آذربایجان است که در شهرستان اردوباد واقع شده‌است. ونند ۲٬۳۴۷ نفر جمعیت دارد.این روستا محل تولد شاعر آذربایجانی دوره قاجار قُدسی ونندی است.